# EU-nämnden
EU-nämnden är ett organ i Sveriges riksdag där riksdag och regering samråder i EU-frågor. I EU-nämnden bestäms Sveriges förhandlingsposition inför möte i Europeiska rådet och Europeiska unionens råd.
Nämndens ordförande är Erik Ottoson (M).

## Historik
I juni 1994 antogs i riksdagen ett förslag om samarbetsformer mellan riksdag och regering i EU-frågor, bland annat antogs ett principförslag om inrättandet av EU-nämnden. Senare samma år reglerades riksdagens befattande med EU-frågorna och EU-nämndens uppgifter av ett riksdagsbeslut enligt följande:
"Regeringen skall underrätta EU-nämnden om frågor som skall beslutas i Europeiska unionens råd. Regeringen skall också rådgöra med nämnden om hur förhandlingarna i rådet skall föras inför besluten i rådet.
Regeringen skall överlägga med EU-nämnden i andra frågor rörande arbetet i Europeiska unionen när nämnden på grund av särskilda skäl påkallar sådan överläggning. Regeringen skall rådgöra med nämnden inför möten i Europeiska rådet." (RO kap. 10, 10 §)
Grundlagsutredningen inför EG diskuterade förutom den inrättade EU-nämnden möjligheten att samrådet skulle äga rum i Utrikesnämnden eller i utskott. Eftersom EU-frågorna endast i vissa fall, och då ringa, handlar om traditionell utrikespolitik avvisades förslaget med Utrikesnämnden. Om samrådet skulle äga rum i utskotten fanns risken att arbetsbelastningen skulle bli för stor liksom att riksdagens överblick över EU-politiken skulle bli lidande. Regeringen skulle dessutom ha svårt att ha ett stort antal utskott att samråda med. Grundlagsutredningen menade också att det samlade inflytande skulle bli större om riksdagens samråd samordnades genom en talesman istället för genom respektive utskott. EU-nämnden inrättades med en tydlig förebild i det danska Folketingets Markedsudvalget – ett särskilt utskott för behandling och förankring av EG-frågor. Markedsudvalget har ansetts ha ett starkt grepp om EU-politikens utformning i Danmark.

### Lista över EU-nämndens ordförande
| Namn | Namn                | Ämbetsperiod | Politisk tillhörighet |
| ---- | ------------------- | ------------ | --------------------- |
|      | Berit Löfstedt      | 1995-1998    | Socialdemokraterna    |
|      | Sören Lekberg       | 1998–2002    | Socialdemokraterna    |
|      | Inger Segelström    | 2002–2004    | Socialdemokraterna    |
|      | Tommy Waidelich     | 2004–2006    | Socialdemokraterna    |
|      | Göran Lennmarker    | 2006–2006    | Moderaterna           |
|      | Björn Hamilton      | 2006–2007    | Moderaterna           |
|      | Anna Kinberg Batra  | 2007–2010    | Moderaterna           |
|      | Carl B. Hamilton    | 2010–2012    | Folkpartiet           |
|      | Allan Widman        | 2012–2014    | Folkpartiet           |
|      | Carl Schlyter       | 2014–2016    | Miljöpartiet          |
|      | Åsa Romson          | 2016–2017    | Miljöpartiet          |
|      | Jonas Eriksson      | 2017–2018    | Miljöpartiet          |
|      | Åsa Westlund        | 2018–2020    | Socialdemokraterna    |
|      | Pyry Niemi          | 2020–2022    | Socialdemokraterna    |
|      | Jessika Roswall     | 2022         | Moderaterna           |
|      | Hans Wallmark       | 2022–2024    | Moderaterna           |
|      | Jessica Rosencrantz | 2024         | Moderaterna           |
|      | Erik Ottoson        | 2024–        | Moderaterna           |

### Lista över EU-nämndens vice ordförande
| Namn | Namn              | Ämbetsperiod | Politisk tillhörighet | Notering              |
| ---- | ----------------- | ------------ | --------------------- | --------------------- |
|      | Lars Tobisson     | 1995–2002    | Moderaterna           |                       |
|      | Göran Lennmarker  | 2002         | Moderaterna           |                       |
|      | Carl B. Hamilton  | 2002–2006    | Folkpartiet           |                       |
|      | Susanne Eberstein | 2006–2010    | Socialdemokraterna    |                       |
|      | Marie Granlund    | 2010–2014    | Socialdemokraterna    |                       |
|      | Eskil Erlandsson  | 2014–2019    | Centerpartiet         |                       |
|      | Annika Qarlsson   | 2019–2022    | Centerpartiet         |                       |
|      | Tomas Tobé        | 2019         | Moderaterna           | Andre vice ordförande |
|      | Pål Jonson        | 2019         | Moderaterna           | Andre vice ordförande |
|      | Jessika Roswall   | 2019–2022    | Moderaterna           | Andre vice ordförande |
|      | Björn Wiechel     | 2022         | Socialdemokraterna    |                       |
|      | Matilda Ernkrans  | 2022–        | Socialdemokraterna    |                       |

## EU-nämndens arbetsformer
EU-nämnden har 17 ordinarie ledamöter. Under innevarande mandatperiod (2018–2022) har Socialdemokraterna fem ledamöter, Moderaterna fyra, Sverigedemokraterna tre och övriga partier – Miljöpartiet, Centerpartiet, Vänsterpartiet, Liberalerna och Kristdemokraterna – en var. EU-nämnden har fler suppleanter än i de ”vanliga” fackutskotten, 41 per den 7 september 2011. Partierna försöker med tillsättningarna av ledamöter och suppleanter täcka in de utskott som berörs mest av EU-frågorna.
EU-nämnden sammanträder med regeringen vanligen på fredagar utifrån de dagordningspunkter som kommer upp på ministerrådsmötena veckan därefter. Ofta är det svårt att veta exakt vilka frågor som blir föremål för förhandlingar i ministerrådet, förberedelserna i COREPER avslutas kort inpå mötet och det är först då som man vet vilka punkter som tas upp på ministerrådsmötet (för beslutsordning, se Europeiska unionen). Normalt återrapporterar ansvarigt statsråd (eller statssekreterare) från föregående ministerrådsmöte och går därefter igenom dagordningen inför nästa veckas möte. I det följande kan då ledamöterna med regeringen diskutera den av regeringen föreslagna svenska hållningen i frågan. De ledamöter eller partier som inte delar regeringens syn i frågan förväntas klargöra detta. Enligt praxis är det i EU-nämnden som Sveriges förhandlingsposition bestäms. Ordföranden avslutar varje samrådspunkt med att konstatera huruvida det föreligger en majoritet för regeringens hållning i frågan eller ej.

### Information inför samråden
Materialet inför samråden består huvudsakligen av kommenterade ministerrådspromemorior där viktigare dagordningspunkter kommenteras. Materialet ska innehålla en information om innebörden av frågorna samt hur svenska regler och författningar påverkas. Vidare ska den innehålla bland annat eventuella ändringsförslag från Europaparlamentet och Kommissionens hållning i frågan samt även medlemsländers öppet deklarerade ställningstaganden. Även regeringens förslag till svensk förhandlingsposition ska klargöras. På grund av arbetsrytmen i EU kommer materialet ledamöterna tillhanda först på måndag eftermiddag eller tisdag förmiddag samma vecka som samråden hålls.

## EU-nämndens politiska mandat
Inför EG-medlemskapet och även efter ett och ett halvt år av svenskt medlemskap uttryckte Konstitutionsutskottet (KU) vad som kan betecknas som utarbetad praxis, nämligen att "man bör kunna utgå från att regeringen inte kommer att företräda en ståndpunkt som står i strid med vad nämnden har gett uttryck för i samrådet." (bet. 1994/95:KU22:15, bet. 1996/97:KU2:28)
Praxis utvecklas ytterligare och med anledning av riksdagsstyrelsens förslag ”Riksdagen inför 2000-talet” lämnar KU år 2001 ett betänkande som bejakar en skarpare skrivning av regeringens bundenhet av EU-nämndens synpunkter.
"Riksdagsstyrelsen anser att den praxis bör bestå som innebär att det inte anses tillräckligt att regeringen inte gör något som står i strid med EU-nämndens synpunkter utan i stället agerar i enlighet med nämndens råd och ståndpunkter." (Bet. 1996/97:KU2)
KU uttrycker i annat betänkande samma år att det måste föreligga mycket goda skäl för att regeringen inte ska företräda nämndens ståndpunkt. EU-nämndens råd och synpunkter kan alltså sägas vara politiskt, men inte rättsligt, bindande.

## Ny ordning för behandling av EU-frågorna i riksdagen?
I en SOU-rapport från 2002 menar statsvetarna Shirin Ahlbäck Öberg och Ann-Cathrin Jungar (”Parlament i bakvatten?”) att de finska parlamentarikerna är mer engagerade i EU-frågor och erfar parlamentets makt som större än de svenska parlamentarikerna gör. Författarna säger att i stort verkar skillnaden mellan parlamenten kunna förklaras i olika konstitutionella lösningar – i Finland har utskotten varit mycket mer aktiva i EU-frågor och ofta lämnat yttranden till Stora utskottet, EU-nämndens motsvarighet.
Det finns en önskan från riksdagen och EU-nämnden att tidigare än nu komma in i EU:s beslutsprocess. Det kan annars föreligga en risk att riksdagens samlade inflytande över EU-politiken blir lidande. Detsamma gäller informationen inför sammanträdena i EU-nämnden, som på grund av arbetsrytmen ankommer sent, och vilken av ledamöterna uppfattats, inte minst i nämndens tidiga år, som bristfällig. Vidare har också EU-nämndens ledamöter att behandla frågor från vitt skilda politikområden – även om ledamöterna ofta är erfarna riksdagspolitiker har regeringen vanligen ett försteg vad gäller sakkunskap.
Riksdagskommittén har ett pågående uppdrag att utvärdera riksdagens beslut från 2001 om riksdagens hantering av EU-frågorna och att
”förutsättningslöst pröva formerna för riksdagens arbete med EU-frågor och föreslå de organisatoriska och författningsmässiga förändringar kommittén finner nödvändiga. En utgångspunkt för kommitténs arbete är att EU-frågorna så långt som möjligt skall integreras i det sedvanliga riksdagsarbetet och att alla ledamöter skall ha möjlighet att sätta sig in i och följa EU-frågorna. En annan är att tydliggöra riksdagens roll och stärka riksdagens inflytande i EU-frågor. Slutligen skall EU-arbetet i riksdagen präglas av öppenhet med goda möjligheter till insyn för medborgarna.” (Bet. 2004/05:KU29)
Frågan är i vilken mån EU-politiken kommer att integreras i de övriga utskottens verksamhet och vilken roll EU-nämnden kommer att ha i framtiden.
Redan nu förs stenografiska anteckningar från EU-nämndens sammanträden, vilka också blir offentliga och tillgängliga bland annat på EU-nämndens hemsida (se länk nedan). För att ytterligare öka öppenhet och tillgänglighet diskuteras om nämndens sammanträden ska bli offentliga och möjliga att följa antingen på plats eller via riksdagens webb-TV.